# 米原正義
米原 正義（よねはら まさよし、1923年2月22日 - 2011年11月3日 ）は、日本の日本史学者。國學院大學名誉教授。中世史専攻。

## 略歴
1923年、島根県で生まれた。國學院大學で学び、桑田忠親らに師事。同大学大学院博士課程を修了。卒業後は母校の國學院大學教授となった。1978年、学位論文『戦国武士と文藝の研究』を國學院大學に提出して文学博士の学位を取得。1995年、國學院大學を定年退任し、名誉教授となった。

## 研究内容・業績
専門は日本中世史で、尼子氏、大内氏などを研究テーマとした。NHK大河ドラマ『毛利元就』では時代考証を担当した。のち、茶人や茶の湯の研究も行っている。

## 著作
著書
- 『大内義隆』人物往来社 1967年
- 『風雲の月山城 尼子経久』人物往来社 1967年
  - 改題『出雲尼子一族』吉川弘文館 2015年
- 『戦国の女たち 強い生き方ここにあり』講談社 1973年
- 『戦国武士と文芸の研究』桜楓社、1976年
- 『戦国武将と茶の湯 』淡交社、1986年
- 『天下 信長の生涯 』淡交社 1991年
- 『豊臣秀吉の秘密 日本で一番出世した男』KKベストセラーズ 1991年
- 『千利休 天下一名人』淡交社 1993年

編著
- 『大内義隆のすべて』新人物往来社 1988年
- 『山中鹿介のすべて』新人物往来社 1989年
- 『千利休のすべて』新人物往来社 1995年
- 『細川幽斎・忠興のすべて』新人物往来社 2000年

校訂など
- 『戦国史料叢書 中国史料集』人物往来社 1966年
  - 『戦国期中国史料撰』マツノ書店
- 『陰徳太平記』1-6 香川宣阿 東洋書院、1980年-1984年
- 『陰徳記』香川正矩 マツノ書店 1996年

記念論集
- 『戦国織豊期の政治と文化』米原正義先生古希記念論文集刊行会編、続群書類従完成会、1993年